# 'Nathan Burgoine
'Nathan Burgoine é um escritor canadense. Seu romance de estreia, Light, foi indicado ao Lambda Literary Award na categoria ficção científica, fantasia e terror no 26º Lambda Literary Awards. O romance foi publicado pela Bold Strokes Books em 2013.
Ele também publicou contos e ensaios de não ficção em uma variedade de antologias e revistas literárias, incluindo Fool for Love: New Gay Fiction, Men of the Mean Streets, Boys of Summer, Night Shadows, This is How You Die, Blood Sacraments, Wings, Erotica Exotica, Raising Hell, Tented, Tales from the Den, Afternoon Pleasures, I Like It Like That e 5x5 .
Burgoine mora em Ottawa, Ontário com seu marido Daniel e seu cachorro Max. Burgoine, Max e seu falecido cão Coach, todos apresentam heterocromia iridum, característica em que os olhos possuem cores diferentes.
O apóstrofo que aparece no início de seu primeiro nome (originalmente Jonathan)  é uma homenagem ao seu professor favorito.

## Trabalhos
- Light (2013)
- Three (2016)
- In Memoriam (2016)
- Trial Blood (2016)
- Handmaid Holidays (2017)
- Triad Soul (2017)
- Exit Plans for Teenage Freaks (2018)
- Of Echoes Born (2018)
- Saving the date (2018)
- Faux Ho Ho (2019)